# Dysaphis bunii
Dysaphis bunii är en insektsart som beskrevs av Shaposhnikov 1956. Dysaphis bunii ingår i släktet Dysaphis och familjen långrörsbladlöss. Inga underarter finns listade i Catalogue of Life.